# فرودگاه فونتاس
فرودگاه فونتاس (به انگلیسی: Fontas Airport) یک فرودگاه همگانی است که یک باند فرود چمن دارد و طول باند آن ۷۰۱ متر است. این فرودگاه در کشور کانادا قرار دارد و در ارتفاع ۸۹۹ متری از سطح دریا واقع شده است.